# Sychesia naias
Sychesia naias är en fjärilsart som beskrevs av Jordan 1916. Sychesia naias ingår i släktet Sychesia och familjen björnspinnare. Inga underarter finns listade i Catalogue of Life.